# Ovansjösjön
Ovansjösjön är en sjö i Örnsköldsviks kommun i Ångermanland och ingår i Idbyåns huvudavrinningsområde. Sjön är 14 meter djup, har en yta på 0,401 kvadratkilometer och befinner sig 27 meter över havet. Sjön avvattnas av vattendraget Idbyån (Landsjöån).

## Delavrinningsområde
Ovansjösjön ingår i det delavrinningsområde (702513-165655) som SMHI kallar för Utloppet av Ovansjösjön. Medelhöjden är 53 meter över havet och ytan är 4,87 kvadratkilometer. Räknas de 33 avrinningsområdena uppströms in blir den ackumulerade arean 216,08 kvadratkilometer. Avrinningsområdets utflöde Idbyån (Landsjöån) mynnar i havet. Avrinningsområdet består mestadels av skog (58 procent) och öppen mark (16 procent). Avrinningsområdet har 0,66 kvadratkilometer vattenytor vilket ger det en sjöprocent på 13,5 procent.